# Ilha Dall
A Ilha Dall (em inglês:  Dall Island é uma ilha do Arquipélago de Alexandre ao largo da costa sudeste do Alasca, a oeste da Ilha Príncipe de Gales e a norte das águas territoriais do Canadá. A altitude máxima é 745 m e tem de área 657,9 km², o que a torna a 28.ª maior dos Estados Unidos. Em 2000 havia registo de 20 habitantes na ilha.
Dall chamava-se antigamente Quadra, em homenagem a Juan Francisco de la Bodega y Quadra, até que em 1879 recebeu o atual nome em homenagem ao naturalista William H. Dall.